# Циклаури, Нино
Нино Циклаури (груз. ნინო წიკლაური; род. 1 июля 1993 года, Тбилиси, Грузия) — грузинская горнолыжница. Участница четырёх зимних Олимпийских игр (2010, 2014, 2018, 2022).

## Биография
Родилась 1 июля 1993 года в Тбилиси. С детства занималась горнолыжным спортом.
На Олимпийских играх дебютировала в 2010 году в 15 лет. Там она заняла 50-е место в слаломе. В 2014 году была знаменосцем грузинской делегации на церемонии открытия Олимпиады. В Сочи Нино на одну позицию улучшила свой итоговый результат.
В феврале 2018 года в итальянском  Доббиако заняла третье место на турнире   под эгидой Международной федерации лыжного спорта (FIS).
На Играх в Пхёнчхане Циклаури продемонстрировала 46-й результат.